# Strunkov
Strunkov je malá vesnice, část obce Petrovice u Sušice v okrese Klatovy v Plzeňském kraji. Nachází se asi dva kilometry severozápadně od Petrovic u Sušice. Prochází zde silnice II/171. Je zde evidováno 7 adres. V roce 2011 zde trvale žilo čtrnáct obyvatel.
Strunkov leží v katastrálním území Petrovice u Sušice o výměře 7,12 km².

## Historie
První písemná zmínka o vesnici pochází z roku 1654.

## Obyvatelstvo
| Rok            | 1869 | 1880 | 1890 | 1900 | 1910 | 1921 | 1930 | 1950 | 1961 | 1970 | 1980 | 1991 | 2001 | 2011 | 2021 |
| -------------- | ---- | ---- | ---- | ---- | ---- | ---- | ---- | ---- | ---- | ---- | ---- | ---- | ---- | ---- | ---- |
| Počet obyvatel | 40   | 38   | 48   | 44   | 39   | 41   | 33   | 19   | 20   | 18   | 14   | 13   | 10   | 14   | 13   |
| Počet domů     | 6    | 6    | 6    | 6    | 6    | 6    | 6    | 5    | 5    | 4    | 4    | 4    | 5    | 5    | 6    |

## Obecní správa
Při sčítání lidu v letech 1850–1949 Strunkov byl osadou obce Maršovice v okrese Sušice. V letech 1950–1959 byl osadou obce Svojšice v okrese Sušice. Od roku 1960 je částí obce Petrovice u Sušice v okrese Klatovy.

## Galerie

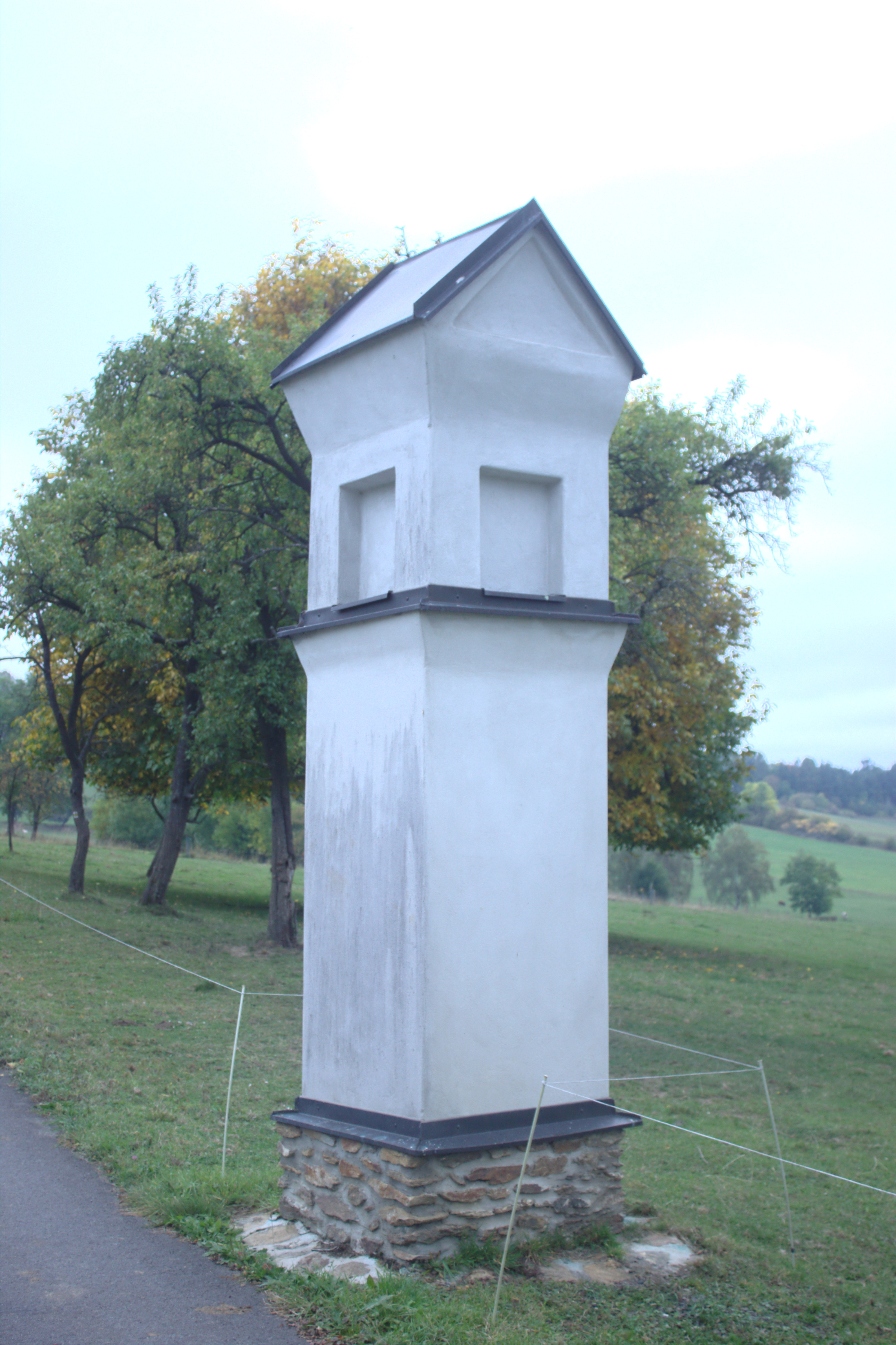
Památník
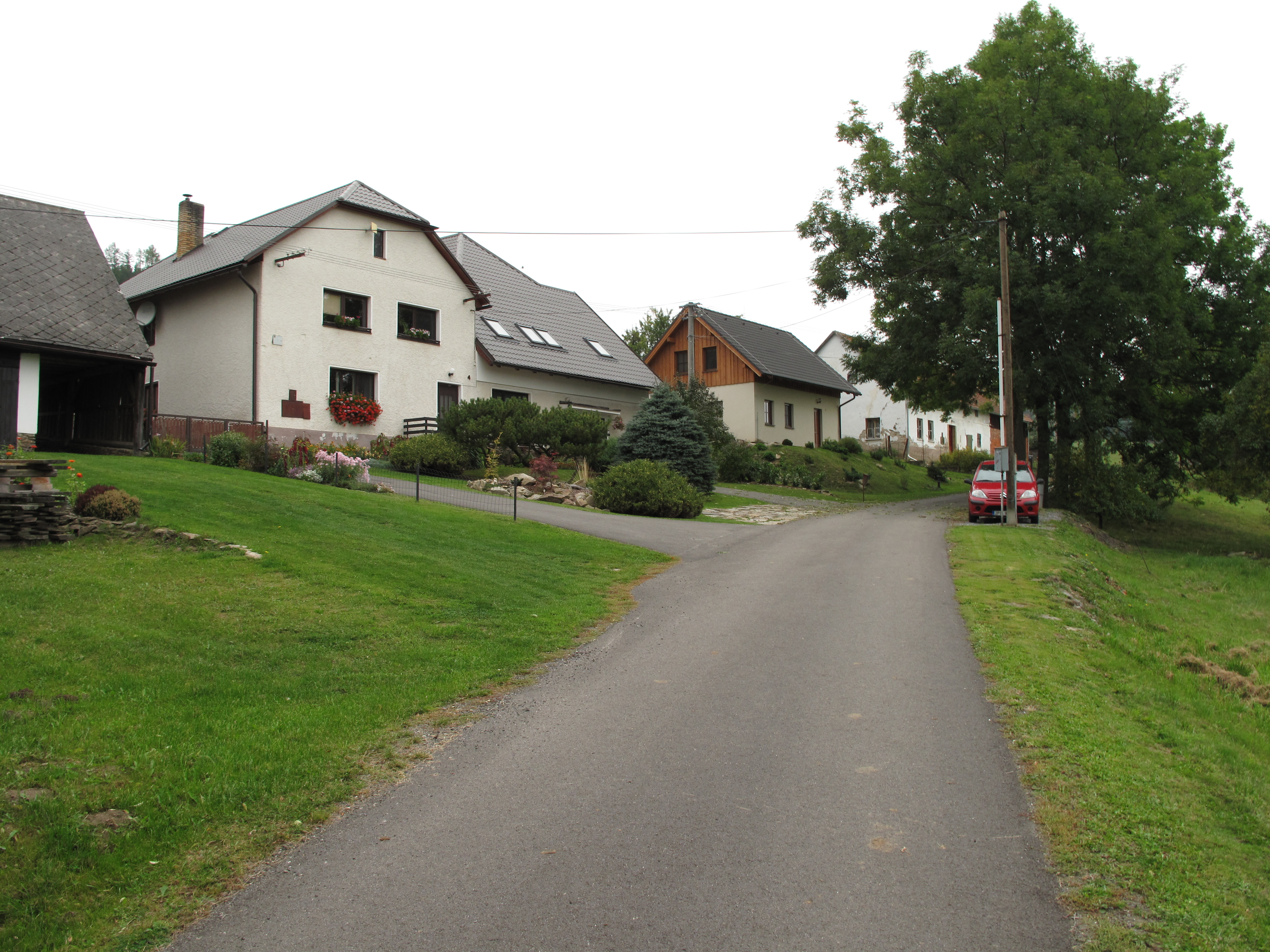
Domy
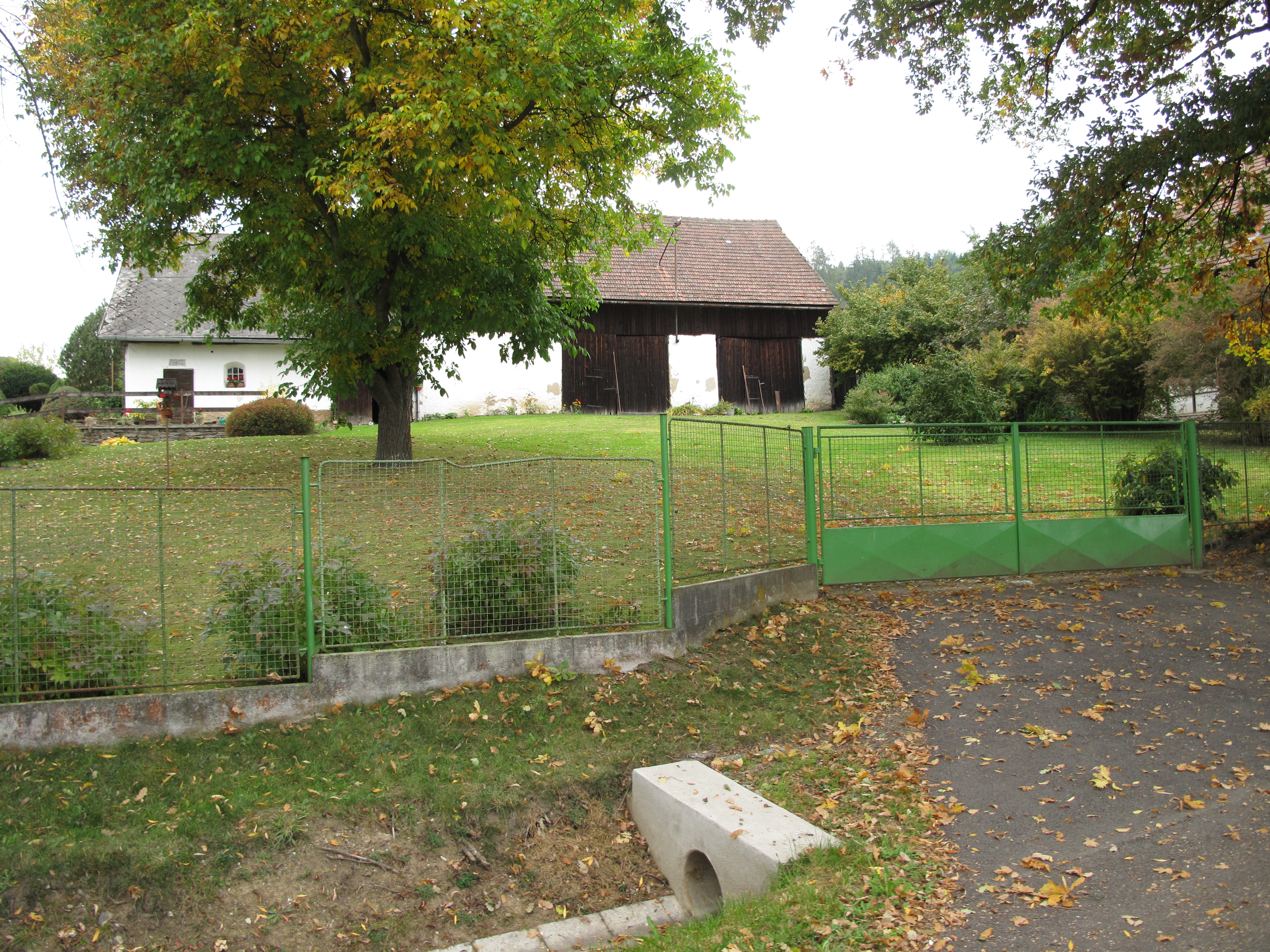
Stodola ze zahradou